# Seymaz
La Seymaz est une rivière du canton de Genève, et un affluent de l'Arve, donc un sous-affluent du Rhône. C'est la seule rivière dont le cours se situe entièrement sur le territoire du canton.

## Parcours
Alors que certaines publications situaient la source de la Seymaz dans les bois de Jussy, c'est la commune de Meinier qui est déclarée officiellement comme source lors de la renaturation de la rivière. Les bois de Jussy, eux, sont la source du Chambet.  
La Haute-Seymaz a été canalisée entre 1915 et 1925 . En 2020, elle forme a nouveau un marécage qui s'étend entre le château de Rouelbeau et Presinge. Après avoir passé par Chêne-Bourg et Conches, la rivière se jette quelque 15 kilomètres plus loin dans l'Arve en aval du pont de Sierne, à la cote 396 m.

## Renaturation
Après sept ans de discussion entre les agriculteurs, les associations de protection de l'environnement et les autorités, la renaturation de la partie haute de la Seymaz sur 2 500 mètres a débuté en 2005, pour plus de 4 millions de francs. Cette renaturation a permis la création de la réserve naturelle de l'ancien marais de Sionnet.

## Galerie

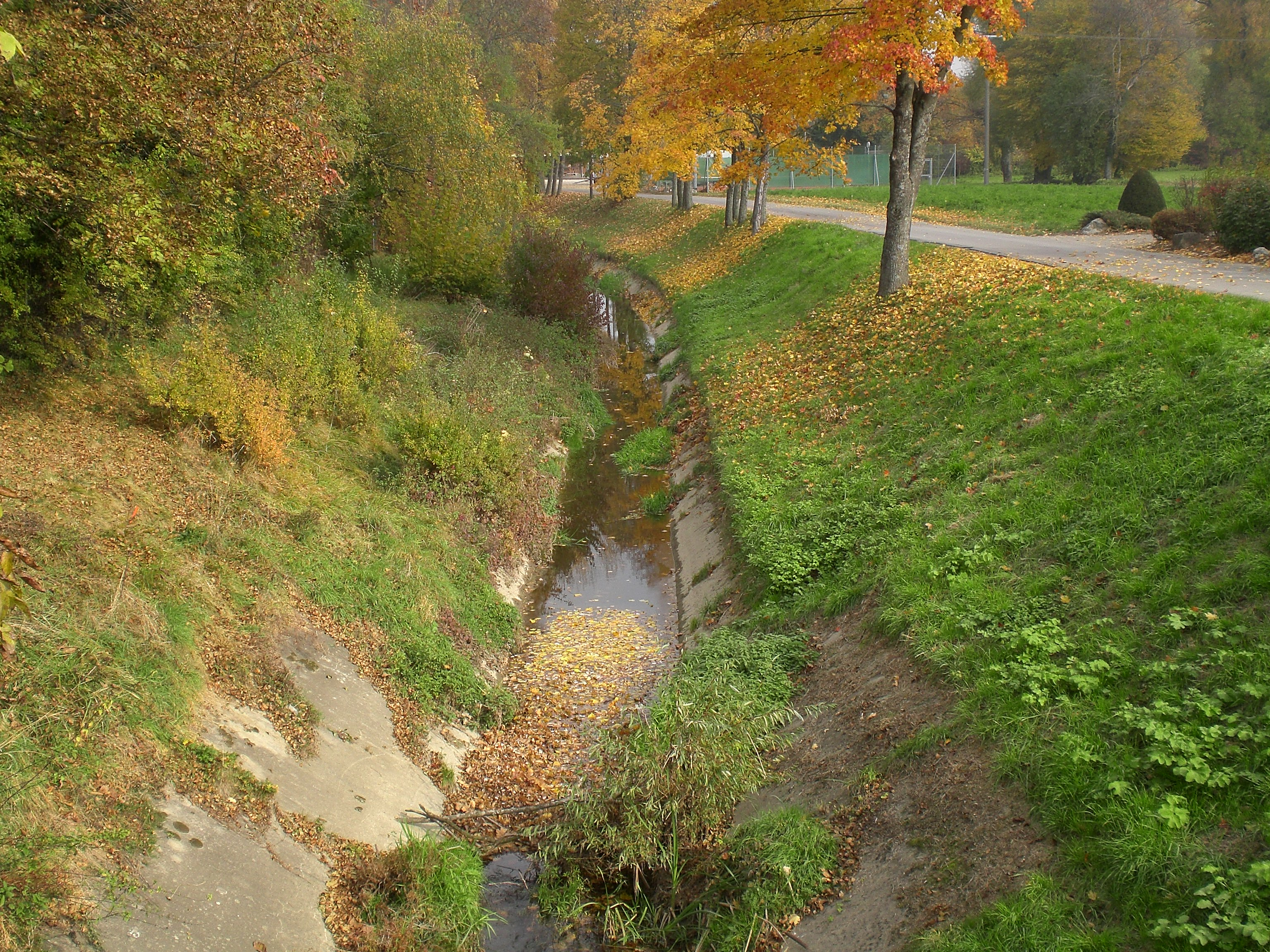
La Seymaz à Chevrier
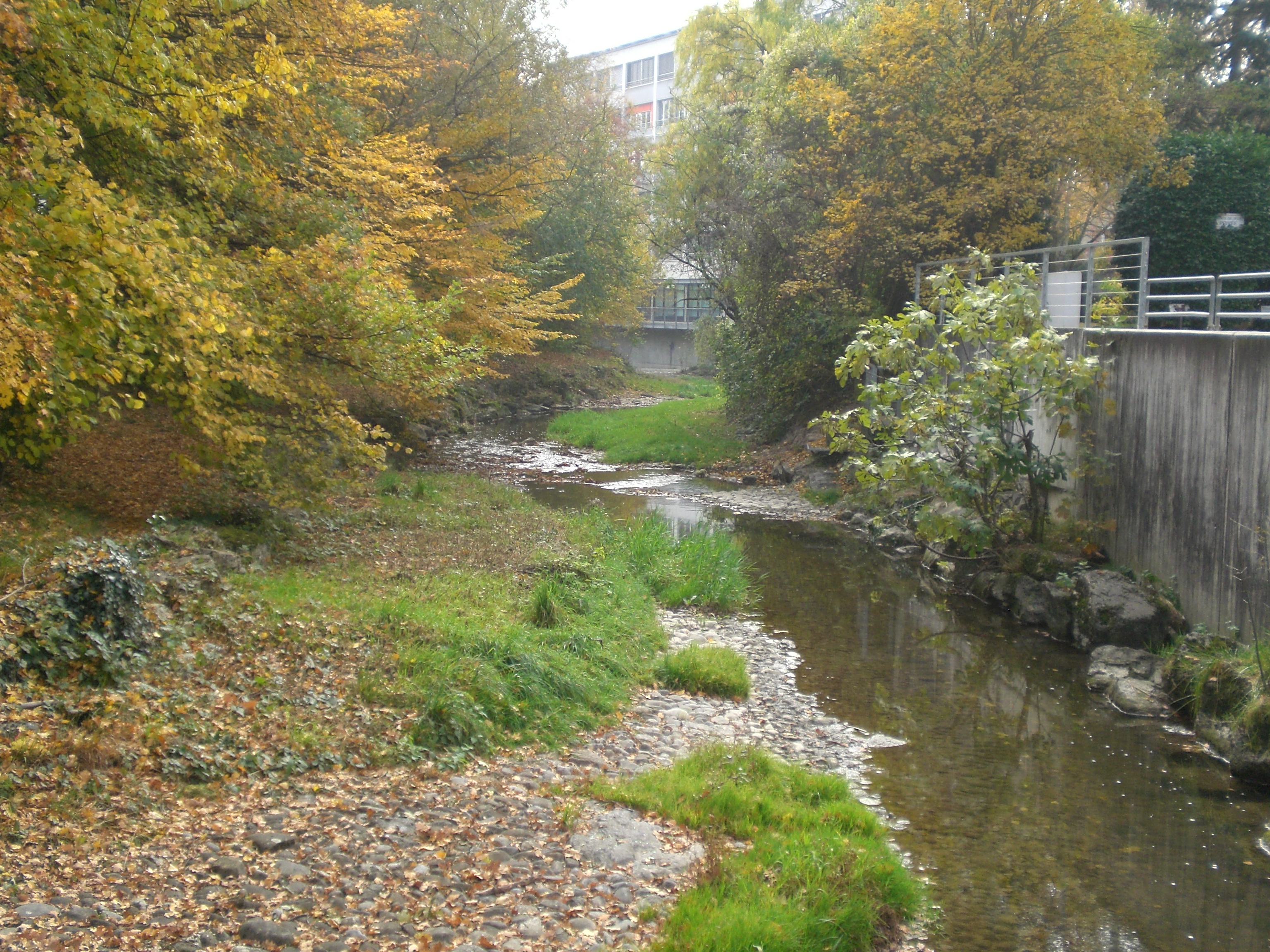
La Seymaz à Chêne
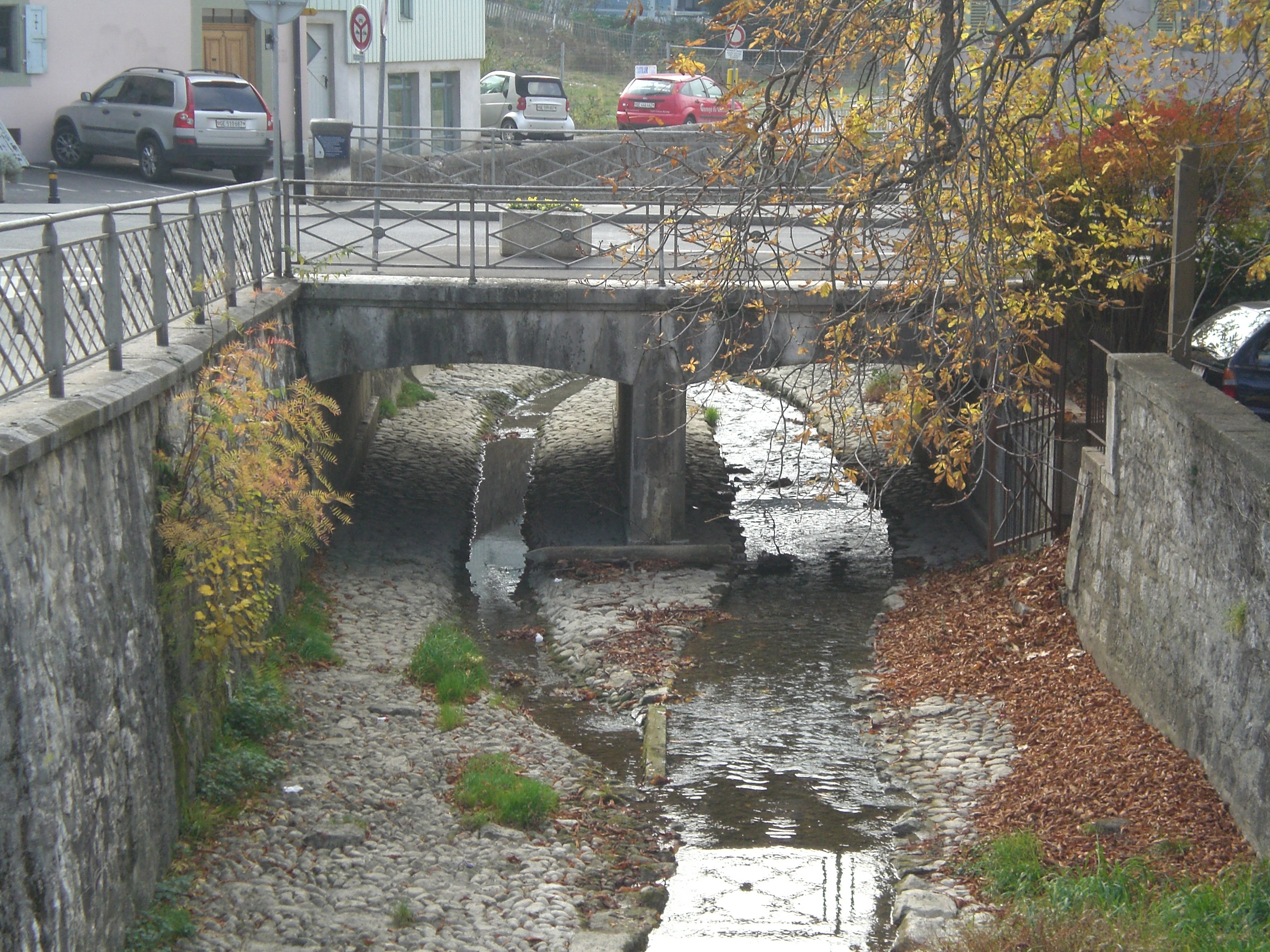
Pont du Vieux-Chêne
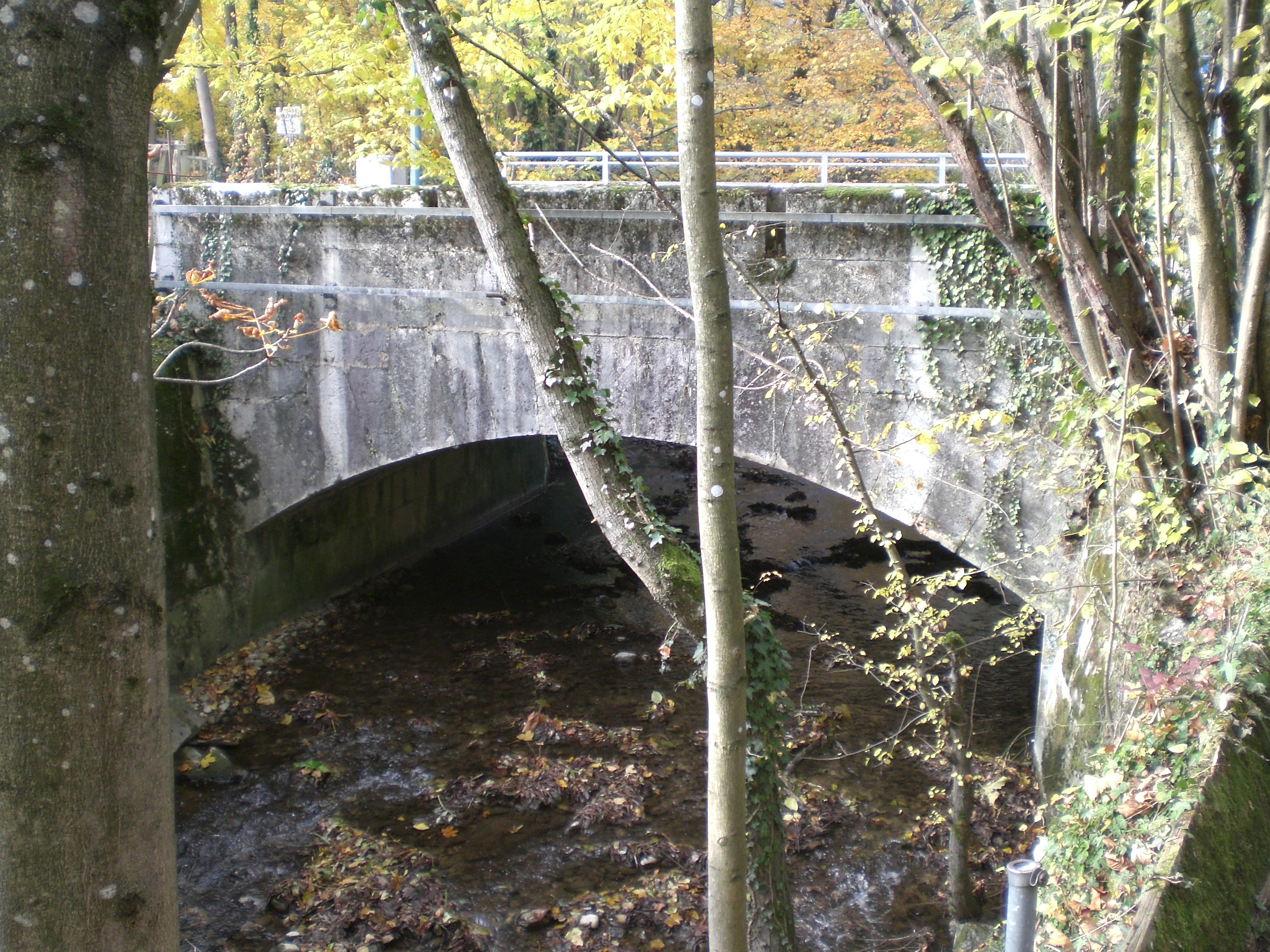
Pont de Villette

Secteur renaturé
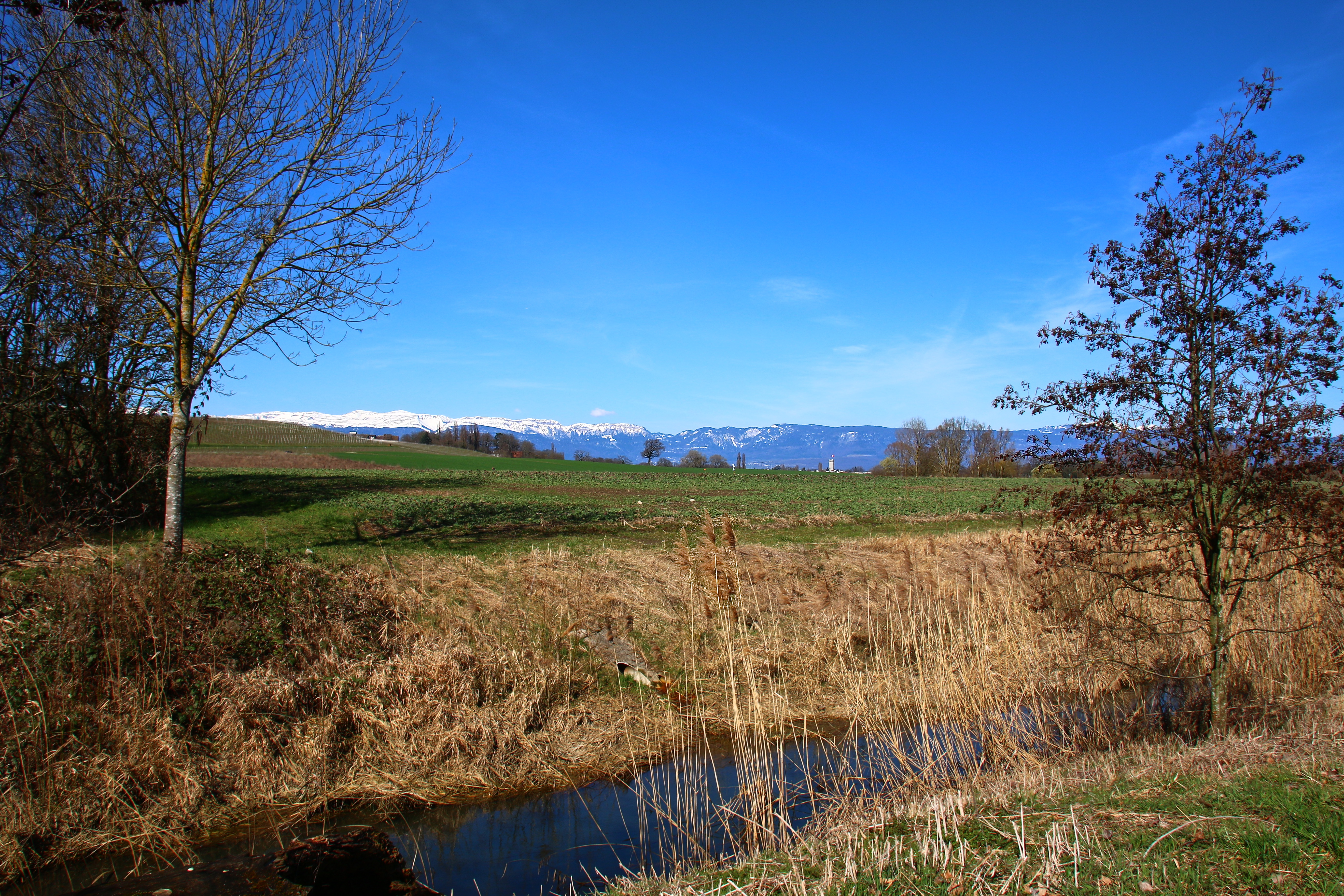
Berges de la Seymaz, vue sur le Col de la Faucille
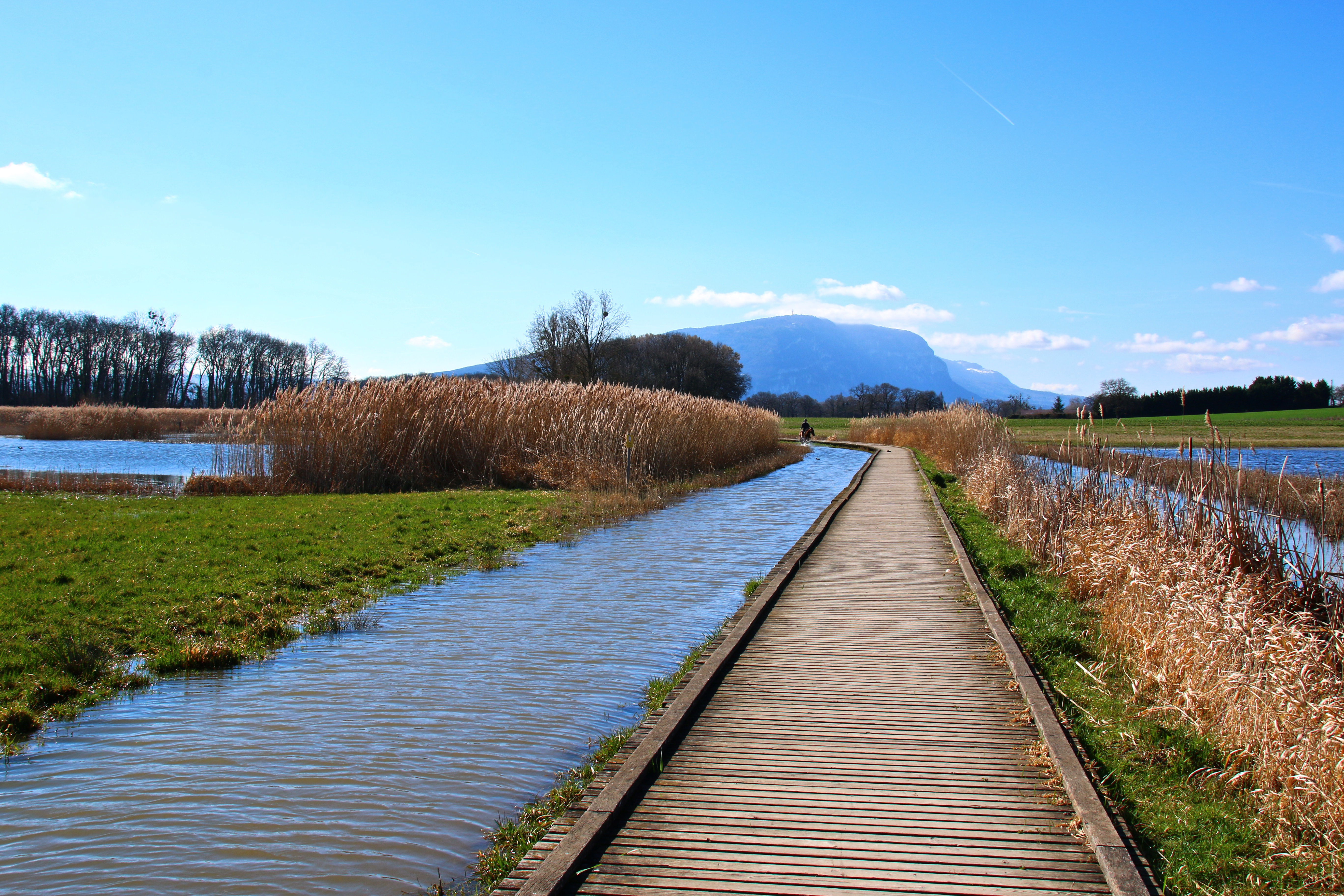
La Seymaz renaturée court entre les Creuses et l'ancien marais
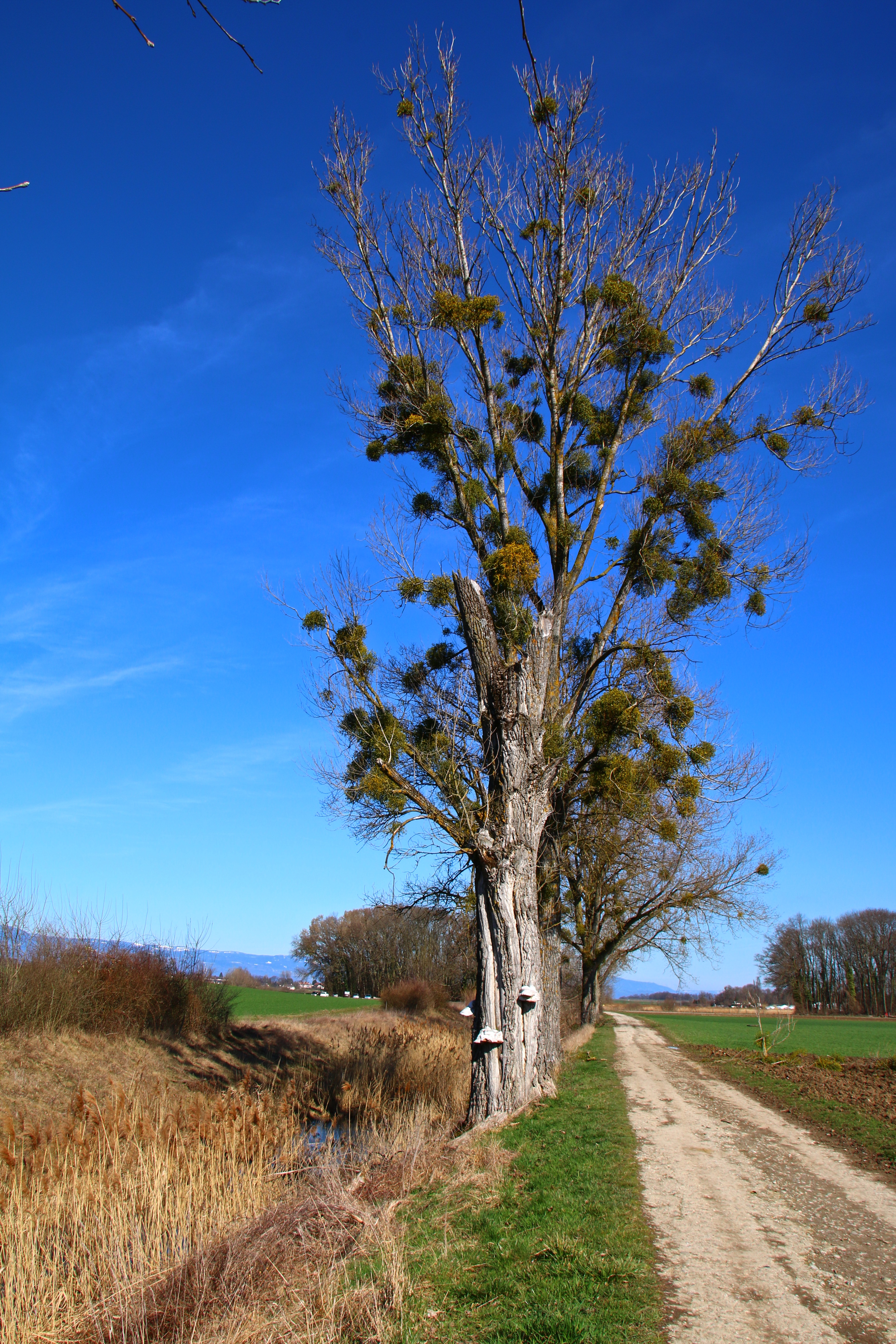
Berges de la Seymaz